# Movimento Indipendentista Martinicano
Il Movimento Indipendentista Martinicano (in francese Mouvement Indépendantiste Martiniquais, in creolo delle Antille Mouvman Endépandantis Matinitjé) è un partito politico della Martinica.

## Storia
È stato fondato il 1º luglio 1978 da Alfred Marie-Jeanne.
Alle elezioni legislative in Francia del 2012 ha eletto due deputati: Alfred Marie-Jeanne e Jean-Philippe Nilor.
Sin dalla sua fondazione, il partito ha svolto un ruolo centrale nella politica martinicana, opponendosi all’integrazione dell’isola come regione d’oltremare francese e sostenendo un maggiore controllo locale sulle risorse e sulle decisioni politiche. Nel corso degli anni, il MIM ha partecipato a diverse elezioni locali e nazionali, ottenendo un seguito significativo tra la popolazione.
Uno dei momenti più importanti della storia del partito si è verificato alle elezioni legislative francesi del 2012, quando il Movimento Indipendentista Martinicano è riuscito a eleggere due deputati all’Assemblea nazionale di Parigi: Alfred Marie-Jeanne, il suo fondatore e figura storica del movimento, e Jean-Philippe Nilor, un politico emergente all’interno del partito. Questo successo ha rafforzato la presenza del MIM sulla scena politica, dimostrando che una parte significativa della popolazione martinicana sosteneva le sue idee autonomiste e indipendentiste.
Negli anni successivi, il Movimento Indipendentista Martinicano ha continuato a battersi per una maggiore autonomia della Martinica, partecipando attivamente al dibattito politico locale e nazionale. L’influenza del partito si è manifestata anche nelle elezioni locali, in particolare attraverso la guida di Alfred Marie-Jeanne come presidente del Consiglio esecutivo della Collettività territoriale della Martinica dal 2015 al 2021.
Nonostante le difficoltà e le divisioni interne, il MIM resta una delle principali forze politiche indipendentiste dell’isola, rappresentando coloro che aspirano a una Martinica più autonoma e con un’identità politica distinta dalla Francia.

## Ideologia
Il Movimento Indipendentista Martinicano (Mouvement Indépendantiste Martiniquais, MIM) si fonda sull’obiettivo primario dell’indipendenza della Martinica dalla Francia. Fin dalla sua fondazione nel 1978, il partito ha adottato una linea politica fortemente anti-colonialista, sostenendo il diritto dell’isola all’autodeterminazione politica, economica e culturale.  

### Un’identità distinta: oltre la dipendenza dalla Francia
Uno dei principi fondamentali del MIM è la convinzione che la Martinica possegga un'identità culturale e storica propria, differente da quella francese. Nonostante lo status di regione d’oltremare, il partito considera l’isola una nazione a sé stante, con profonde radici nelle tradizioni creole e caraibiche.  
Secondo il MIM, il legame con la Francia ha perpetuato una condizione di dipendenza economica e politica. L’amministrazione francese, secondo il partito, esercita un controllo eccessivo sulle risorse naturali, sul commercio e sulle decisioni politiche, limitando le possibilità di sviluppo autonomo della Martinica.  

### Il rifiuto del colonialismo e la lotta per l’autodeterminazione
Il MIM si oppone alla presenza francese sull’isola, considerata una forma di colonialismo moderno. Il partito ritiene che la Martinica debba avere il diritto di governarsi in modo indipendente, senza interferenze esterne. Per questo motivo, il MIM ha costantemente promosso iniziative per sensibilizzare la popolazione sulla necessità di una transizione verso l’autosufficienza politica ed economica.  
A livello pratico, il partito ha sostenuto politiche volte a rafforzare l’economia locale, incentivare l’uso della lingua creola e promuovere un’identità culturale distinta da quella francese. Inoltre, il MIM ha sempre partecipato attivamente al dibattito politico locale e nazionale, cercando di ottenere maggiori autonomie per l’isola nel quadro istituzionale francese.  
Nonostante le sfide e le divisioni interne, il Movimento Indipendentista Martinicano rimane una delle principali forze politiche a favore dell’indipendenza della Martinica, continuando a rappresentare una parte significativa della popolazione che aspira a una maggiore sovranità.